# Olympique Gymnaste Club de Nice 1974-1975
Questa voce raccoglie le informazioni riguardanti l'Olympique Gymnaste Club de Nice nelle competizioni ufficiali della stagione 1974-1975.

## Maglie e sponsor
Lo sponsor tecnico per la stagione 1974-1975 è Adidas.
| Manica sinistra · Manica sinistra · Maglietta · Maglietta · Manica destra · Manica destra · Pantaloncini · Calzettoni |

## Rosa
| N. |                    | Ruolo | Calciatore          |
| -- | ------------------ | ----- | ------------------- |
|    | Francia (bandiera) | P     | Dominique Baratelli |
|    | Francia (bandiera) | D     | Jean-Pierre Adams   |
|    | Uruguay (bandiera) | D     | Juan Pedro Ascery   |
|    | Francia (bandiera) | D     | Francis Camerini    |
|    | Francia (bandiera) | D     | Jean-François Douis |
|    | Francia (bandiera) | D     | Dario Grava         |
|    | Francia (bandiera) | D     | Francis Isnard      |
|    | Francia (bandiera) | D     | Jean-Paul Rostagni  |
|    | Francia (bandiera) | D     | Christian Vandini   |
|    | Francia (bandiera) | D     | Henri Zambelli      |
|    | Svezia (bandiera)  | C     | Leif Eriksson       |

| N. |                       | Ruolo | Calciatore              |
| -- | --------------------- | ----- | ----------------------- |
|    | Francia (bandiera)    | C     | Jean-Noël Huck          |
|    | Francia (bandiera)    | C     | Gilbert Joël Jouve      |
|    | Francia (bandiera)    | C     | Roger Jouve             |
|    | Francia (bandiera)    | C     | Thierry Massa           |
|    | Argentina (bandiera)  | C     | Dougall José Montagnoli |
|    | Francia (bandiera)    | A     | Bernard Castellani      |
|    | Francia (bandiera)    | A     | Georges Lautard         |
|    | Francia (bandiera)    | A     | Charly Loubet           |
|    | Francia (bandiera)    | A     | Marc Molitor            |
|    | Jugoslavia (bandiera) | A     | Vahidin Musemić         |
|    | Francia (bandiera)    | A     | Daniel Sanchez          |